# Freddie Hubbard
Freddie Hubbard (született Frederick Dewayne Hubbard) Indianapolis, Indiana, 1938. április 7. – Sherman Oaks,  Los Angeles, Kalifornia, 2008. december 29.) amerikai dzsessztrombitás.

## Pályakép
Hubbard gyermekkorában kezdett trombitálni. Húszéves korában New Yorkba költözött, és az akkori a kor legkiválóbb zenészeivel ismerkedett össze, olyan muzsikusokkal, mint Eric Dolphy, Sonny Rollins, J.J. Johnson, Quincy Jones. 1961-ben az Art Blakey's Jazz Messengershez került, mint a dzsesszmuzsika egy jelentős új hangja.
1966-ban megalakította kisegyütteseit, amelyekben többek között Kenny Barron és Louis Hayes is dolgozott. Számos más együttesben is szerepelt, így a hatvanas években klasszikussá vált felvételen: Ornette Coleman: Free Jazz, Oliver Nelson: Blues And The Abstract Truth, Eric Dolphy: Out To Lunch, John Coltrane: Ascension.
A nyolcvanas években Hubbard saját együtteseivel amerikai és európai koncerteksorán lépett fel és kiváló kritikákat kapott. 1988-ban ismét Art Blakeyvel játszott – egy holland szerződésnek megfelelve.
1990-ben Japánban sztárja volt egy együttesnek Elvin Jones, Sonny Fortune, George Duke, Benny Green és mások, továbbá fellépett velük Salena Jones énekesnő is.
Hubbard kiemelkedő virtuóz előadó volt. Időnként „betévedt” a jazzrock területére is.
Az összes trombitásra hatással volt, aki utána következett. Személyesen is nagyon sokat hallgattam. (...) Mindannyian őt hallgattuk. Az óriási sound, a hatalmas ritmus- és időérzék. Játékának védjegye a gazdagság volt. Dúsgazdag volt.

## Díjak
Az 1972-es „First Light” c. lemeze Grammy-díjat kapott.

## Albumok
- Open Sesame (1960)
- Minor Mishap (1961)
- Ready For Freddie (1961)
- Hub Cap (1961)
- The Artistry Of Freddie Hubbard (1962)
- Hub-Tones (1962)
- Here To Stay (1963)
- Breaking Point (1966)
- Backlash (1966)
- The Hub Of Hubbard (1969)
- Straight Life (1970)
- First Light (1972)
- Keep Your Soul Together (1973)
- High Energy (1974)
- Liquid Love (1975)
- V.S.O.P. (1976)
- Super Blue (1978)
- Mistral (1980)
- At The Northsea Jazz Festival (1980)
- Back To Birdland (kb. 1980)
- Anthology (1981)
- Ride Like The Wind (1981)
- Splash (1981)
- A Little Night Music (1981)
- Born To Be Blue (1981)
- Sweet Return (1983)
- Woody Shaw-val: Double Take (1985)
- Shaw-val: The Eternal Triangle (1987)
- Benny Golsonnal: Stardust (1987)
- Art Blakeyvel: Feel The Wind (1988)